# Foiled
Foiled è il quarto album in studio del gruppo musicale alternative rock statunitense Blue October, pubblicato nel 2006.

## Tracce
1. You Make Me Smile – 4:21
2. She's My Ride Home – 4:41
3. Into the Ocean – 3:59
4. What If We Could – 4:03
5. Hate Me – 6:20
6. Let It Go – 4:03
7. Congratulations (feat. Imogen Heap) – 4:01
8. Overweight – 4:24
9. X Amount of Words – 4:14
10. Drilled a Wire Through My Cheek – 4:32
11. Sound of Pulling Heaven Down – 4:42
12. Everlasting Friend – 4:05
13. 18th Floor Balcony – 4:32
14. Independently Happy - 4:54 (UK Bonus Track)
15. Chameleon Boy - 5:48 (UK Bonus Track)

## Formazione
- Justin Furstenfeld - voce, chitarra
- Jeremy Furstenfeld - batteria
- C.B. Hudson - chitarra
- Ryan Delahoussaye - violino
- Matt Noveskey - basso
- Sarah Donaldson - violoncello
- Zayra Alvarez - voce
- Imogen Heap - voce
- Kirk Baxley - voce